# Волков, Виктор Фёдорович
Виктор Фёдорович Волков  (25 января [7 февраля] 1917, Самсоново, Ярославская губерния — 21 октября 1998, Ярославль) — командир 157-го истребительного авиационного полка 234-й истребительной авиационной дивизии 16-й воздушной армии 1-го Белорусского фронта, майор, Герой Советского Союза.

## Биография
Родился 25 января (7 февраля) 1917 года в деревне Самсоново (ныне Даниловского района Ярославской области) в крестьянской семье. Русский. Член КПСС с 1940 года. Работал в ярославском дворце пионеров, окончил техникум синтетического каучука. Работал на автозаводе, затем на заводе синтетического каучука.
В 1936 году был призван в ряды Красной Армии. Получил направление в лётную школу, прошёл медкомиссию и был принят в Одесскую военную авиационную школу лётчиков, которую окончил в 1938 году.

### Война
На фронте с первых дней войны. Первую победу одержал на И-16, на втором часу войны сбив один из атаковавших аэродром разведчиков около 6 часов утра. Воевал на Калининском, 1-м Белорусском фронтах.
В бою 8 августа 1942 года был сбит в районе Ржева, покинул горящую машину с парашютом. В декабре 1942 года капитан В. Ф. Волков был назначен командиром 157-го истребительного авиационного полка. Провёл полк через сражение на Курской дуге, битву на Днепре. Летчики полка под командованием Волкова только с 28 декабря 1942 года по 9 марта 1944 года совершили 2458 боевых вылетов и сбили 131 вражеский самолет.
Один из результативнейших своих боев В. Ф. Волков провёл в день Красной Армии в районе Рогачёва. Сбив один из истребителей противника — ФВ-190, он прорвался к главной цели — к бомбардировщикам — и точной очередью зажёг лидера группы Ю-87.
Майор В. Ф. Волков к марту 1944 года совершил 236 боевых вылетов, в 59 воздушных боях лично сбил 15 и в составе группы 6 самолётов противника.
Указом Президиума Верховного Совета СССР от 1 июля 1944 года за мужество и героизм, проявленные в воздушных боях с немецко-фашистскими захватчиками, майору Виктору Фёдоровичу Волкову присвоено звание Героя Советского Союза с вручением ордена Ленина и медали «Золотая Звезда».
К концу войны совершил 290 боевых вылетов, провёл 75 воздушных боев, в которых лично сбил 15 самолётов противника и 6 в группе.

### После войны
В 1951 году В. Ф. Волков окончил Военно-воздушную академию (Монино). Летал на многих реактивных типах боевых машин. Был заместителем командира дивизии. В 1972 году после списания с лётной работы уволился в запас в звании полковника.
Жил и работал в Ярославле. Умер 21 октября 1998 года. Похоронен в Ярославле на Аллее героев Воинского мемориального кладбища.

## Семья
Мать — Мария Ивановна Волкова.

## Награды
- орден Ленина (22.6.1942),
- орден Красного Знамени (9.7.1943),
- Медаль «Золотая Звезда» Героя Советского Союза и орден Ленина (1.7.1944) — за мужество и героизм, проявленные в воздушных боях с немецко-фашистскими захватчиками
- орден Александра Невского (6.2.1945),
- орден Красной Звезды (30.4.1954),
- орден Отечественной войны I степени (6.4.1985),
- медали, в том числе[3]:
  - «За оборону Москвы» (1.5.1944)
  - «За победу над Германией» (9.5.1945)
  - «За освобождение Варшавы» (9.6.1945)
  - «За взятие Берлина» (9.6.1945)
  - «За боевые заслуги» (30.4.1947)